# Aïn Tedles
Aïn Tedles (em árabe: عين تادلس) é uma cidade e comuna da Argélia localizada na província de Mostaganem. É a capital do distrito homônimo. Segundo o censo de 2008, a população total da cidade era de 38 823 habitantes.